# Rejon wradijiwski
Rejon wradijiwski – jednostka administracyjna wchodząca w skład obwodu mikołajowskiego Ukrainy.
Rejon utworzony w 1967, ma powierzchnię 801 km² i liczy około 21 tysięcy mieszkańców. Siedzibą władz rejonu jest Wradijiwka.
Na terenie rejonu znajdują się 1 osiedlowa rada i 11 silskich rad, obejmujących w sumie 36 wsi.

## Miejscowości rejonu
- (Адамівка)
- (Біляєве)
- (Бобрик)
- Bohemka (Богемка)
- (Болгарка)
- (Доброжанівка)
- (Федорівка)
- (Филимонівка)
- (Гражданівка)
- (Гуляницьке)
- (Іванівка)
- (Йосипівка)
- (Юр'ївка)
- (Капітанка)
- (Ковалівка)
- (Краснівка)
- (Краснопіль)
- (Кумарі)
- (Макієве)
- (Мала Врадіївка)
- (Мар'янівка)
- (Михайлівка)
- (Нововасилівка)
- (Новогригорівка)
- (Новомиколаївське)
- (Новоолексіївка)
- (Новопавлівка)
- (Острогірське)
- (Сирове)
- (Шевченко)
- (Тарасівка)
- (Великовеселе)
- (Веселий Лан)
- Wradijiwka (Врадіївка)
- (Захарівка)
- (Зимницьке)
- (Жовтневе)